# Albany, Wyoming
För andra betydelser, se Albany.
Albany är en ort (census-designated place) i Albany County i södra delen av den amerikanska delstaten Wyoming, belägen omkring 55 kilometer väster om countyts huvudort Laramie. Orten hade 55 invånare vid 2010 års federala folkräkning.
Albany ligger i östra utkanten av skogsreservatet Medicine Bow – Routt National Forest, i Medicine Bow Mountains.